# Seznam jezer v Číně
Čínská jezera (čínsky jezero - 湖泊, chu). Na severozápadě a na Tibetské náhorní plošině je mnoho jezer. Bezodtoká jezera jsou většinou slaná. Velká sladkovodní jezera se nacházejí také na dolním toku velkých řek. Tabulka nezahrnuje čínské přehrady a je primárně seřazena podle rozlohy.
| jezero          | rozloha km² | nadmořská výška m | maximální hloubka m | provincie/AO      |
| --------------- | ----------- | ----------------- | ------------------- | ----------------- |
| Kukunor         | 4 635       | 3 200             | 38                  | Čching-chaj       |
| Tung-tching-chu | 3 968       | 19                | 31                  | Chu-nan           |
| Pcho-jang-chu   | 3 585       | 15                | 20                  | Ťiang-si          |
| Lobnor          | 3 000       | 780               | 1                   | Sin-ťiang         |
| Tchaj-chu       | 2 425       | 3                 | 2                   | Ťiang-su          |
| Chulun núr      | 2 339       | 539               | 9                   | Vnitřní Mongolsko |
| Chung-ce-chu    | 1 960       | 13                | 4                   | Ťiang-su          |
| Namco           | 1 940       | 4 685             | —                   | Tibet             |
| Siling Co       | 1 530       | 4 495             | —                   | Tibet             |
| Kao-jou-chu     | 1 200       | 6                 | —                   | Ťiang-su          |
| Tangrajum       | 1 162       | 4 434             | —                   | Tibet             |
| Chanka          | 1 160       | 68                | 10,6                | Chej-lung-ťiang   |
| Ebinur          | 1 040       | 189               | 15                  | Sin-ťiang         |
| Ulungur         | 1 035       | 468               | —                   | Sin-ťiang         |
| Bagraš köl      | 980         | 1 030             | 16                  | Sin-ťiang         |
| Yamzho Yunco    | 880         | 4 482             | —                   | Tibet             |
| Čchao-chu       | 800         | —                 | —                   | An-chuej          |
| Gyaring         | 674         | 4 708             | —                   | Tibet             |
| Buir núr        | 610         | 583               | 11                  | Vnitřní Mongolsko |
| Gyaring         | 600         | 4 200             | 8                   | Čching-chaj       |
| Čchian-tao      | 573         | —                 | —                   | Če-ťiang          |
| Ngoring         | 550         | 4 237             | —                   | Čching-chaj       |
| Mánasaróvar     | 520         | 4 557             | 82                  | Tibet             |
| Bodžante kul    | 400         | −154              | —                   | Sin-ťiang         |
| Rákšastál       | 360         | 4 541             | —                   | Tibet             |
| Gašun núr       | 350         | 820               | —                   | Vnitřní Mongolsko |
| Tian-čch        | 298         | 1 900             | —                   | Jün-nan           |
| Karakošun       | 250         | 831               | 10                  | Sin-ťiang         |
| Er-chaj         | 250         | 1 972             | 11                  | Jün-nan           |
| Fu-sien         | 212         | 1 750             | 153                 | Jün-nan           |
| Bar köl         | 140         | 1 585             | —                   | Sin-ťiang         |

## Další menší a nezařazená jezera
- Dagze Co
- Dalaj núr
- Jang-čcheng-chu
- Lugu
- Lumajangdong Co
- Lung-tching-chu (Longting Hu)
- Luoma
- Malá Chanka
- Si-chu
- Tchien-čch’
- Tien-čch’
- Wej-shan-chu